# 安德烈亚·阿马蒂

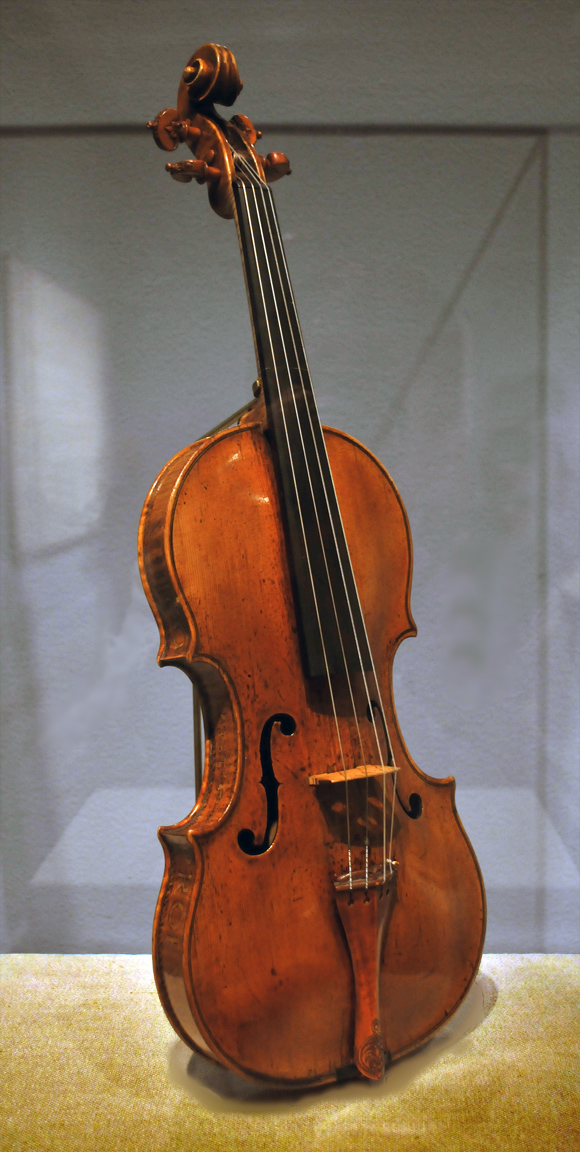
这把小提琴现存于纽约大都会艺术博物馆，1559年制造，当时是为西班牙费利佩二世与瓦卢瓦公主伊丽莎白结婚时使用的。现存历史最久远的小提琴之一。

安德烈亚·阿马蒂（義大利語：Andrea Amati；1505年—1577年12月26日）是意大利北部克里莫纳的一位制琴师。引用南达科他州弗米利恩国家音乐博物馆的阐述，阿马蒂是第一个制作出当今使用的小提琴雏形的人：
他制作的乐器有一些留存至今，其中有些依然可以演奏。许多留存下来的乐器都是来自于1564年进贡给法国查理九世的38个乐器中。

## 在小提琴进化过程中的角色
依Roger Hargrave的传记中所述，阿马蒂是小提琴发明者中可能性最大的一个人。 另外两人中其中一人是出生于今天划分为德国的Fussen，另一人是意大利布雷西亚的Gasparo da Salò。
阿马蒂开创他的事业之初所使用的小提琴是只有三根弦的乐器。 
阿马蒂创造性地在小提琴上使用了四根弦。 阿马蒂的第一把小提琴比现在的小提琴略小， 琴身弧度更高，镶边略宽，琴头和琴身的雕刻曲线更优雅。
安德烈亚·阿马蒂有两个儿子，长子安东尼奥·阿马蒂（1540-1607），和次子吉罗拉莫·阿马蒂（1561-1630），又名耶罗尼米斯(Hieronymus)。 兄弟二人制作了许多把琴内贴‘A&H’标签的小提琴。安东尼奥离世时膝下无子，吉罗拉莫则有后人，吉罗拉莫的儿子尼古拉·阿马蒂（1596-1684）则是一代制琴大师，著名制琴师安东尼奥·斯特拉迪瓦里和安德烈亚·瓜尔内里，极有可能是尼古拉的学生，其他的学生还有，巴尔托洛奥·克里斯托福里，巴托洛梅奥·帕斯塔，雅各布·莱里奇，乔凡尼·巴蒂斯塔·罗杰里，马蒂亚斯·克罗兹，还可能有雅各布·施泰纳。